# 納塔利夫卡 (卡霍夫卡區)
46°33′48″N 33°37′18″E / 46.56333°N 33.62167°E
納塔利夫卡（烏克蘭語：Наталівка）是位於烏克蘭南部的村莊，由赫爾松州卡霍夫卡區的澤萊尼皮德市鎮負責管轄。該村始建於1772年，面積0.009平方公里，海拔高度33米，2001年人口381，人口密度每平方公里42,333.3人。